# I skuggan av värmen
I skuggan av värmen är en självbiografisk roman av Lotta Thell från 2002, utgiven på Normal förlag. I skuggan av värmen är den andra delen i en serie på fem böcker. Boken filmatiserades 2009 av Beata Gårdeler.

## Handling
Eva arbetar som väktare och lyckas skickligt dölja sitt heroinmissbruk. Hon lever ensam tillsammans med sin schäfer och när hon inte jobbar tänder hon av. På så sätt får hon livet att fungera. En dag möter hon polisen Erik, hennes liv rörs om och missbruket blir svårare och svårare att dölja. Dessutom har hon ett förflutet som jagar henne, bästa väninnan från förr lever i ett stormigt förhållande, men passar hon in i Evas nya liv, eller är det Erik som inte passar in?

## Böckerna i serien
- Utan en tanke
- I skuggan av värmen
- Bortom ljus och mörker
- Kärleksbarn
- För kärleks skull